# Las Rozas de Valdearroyo
Las Rozas de Valdearroyo är en kommun i Spanien. Den ligger i den autonoma regionen Kantabrien i norra delen av landet, 300 km norr om huvudstaden Madrid. Antalet invånare är 261 (2024). Rozas de Valdearroyo ligger vid sjön Embalse del Ebro.